# Xanthosia tridentata
Xanthosia tridentata är en flockblommig växtart som beskrevs av Dc. Xanthosia tridentata ingår i släktet Xanthosia och familjen flockblommiga växter. Inga underarter finns listade i Catalogue of Life.